# 라일리의 첫번째 데이트?
라일리의 첫번째 데이트?(Riley's First Date?)는 미국에서 제작된 조시 쿨리 감독의 2015년 애니메이션, 코미디 영화이다. 케이틀린 디아스 등이 주연으로 출연하였다.
픽사의 로맨틱 코미디 단편 영화로서 2015년 8월 14일 애너하임 D23에서 초연되었다. 2015년 10월 13일 인사이드 아웃의 디지털 HD판, 2015년 11월 3일 블루레이 릴리스에 포함되었다.

## 출연

### 주연
- 케이틀린 디아스
- 빌 헤이더
- 에이미 포엘러
- 필리스 스미스
- 루이스 블랙
- 민디 캘링

### 조연
- 카일 맥라클란
- 다이안 레인
- 피트 닥터
- 조시 쿨리
- 셔리 린
- 플리
- 라레인 뉴먼
- 로리 앨런
- 패트릭 세이츠

## 제작진
- 프로듀서: 마크 닐슨
- 제작프로듀서: 존 라세터